# KAT-TUNの世界一タメになる旅!
『KAT-TUNの世界一タメになる旅!』（カトゥーンのせかいいちタメになるたび!）は、TBS系列で2015年4月18日から2016年3月25日まで放送されていたバラエティ番組で、KAT-TUNの冠番組。略称は『タメ旅』。後継番組の、TBS系列で2019年4月18日から2021年3月26日まで放送されていたバラエティ番組である『KAT-TUNの世界一タメになる旅!+』（カトゥーンのせかいいちタメになるたび!プラス）についても記述する。

## 概要
KAT-TUNが全国各地を巡る旅バラエティ番組。番組が決めた「旅のルール」を基に、「天の声」からの指令をこなしながら旅をしていく。2014年より季節ごとに単発の特別番組として5回放送され、その後2015年4月からレギュラー化された。
2015年10月17日0時35分から放送された『KAT-TUNの世界一タメになる旅!SP』でオーストラリアへ行き、初の海外ロケが実現した。
2016年3月31日で田口淳之介が脱退し、グループも同年5月1日から充電期間として休業に入ったため、2016年3月25日をもって終了した。
2018年5月3日から動画配信サービスParaviにおいて『KAT-TUNの世界一タメになる旅!+』のレギュラー配信が開始された。ジャニーズ冠バラエティ番組としては初めて動画配信される。5月18日の第2回以降は隔週金曜23:30から配信開始。7月19日には2年ぶりの地上波『KAT-TUNの世界一タメになる旅!SP 日本全国投網の旅in多摩川!!』が放送された。10月5日の第12回からは毎週配信となり、2019年4月12日まで配信された。
2019年4月18日からTBSテレビ系列で3年ぶりに地上波での放送が開始した。2021年3月26日の放送をもって終了し、同年4月23日からはKAT-TUNがMCを務める『KAT-TUNの食宝ゲッットゥーン』が開始する。

## 出演者
MC
- KAT-TUN（亀梨和也・上田竜也・中丸雄一）
- 天の声

ナレーション
- 立木文彦

## 旅先・放送リスト

### 特別番組
- 第1弾、青森（2014年1月11日 0:35 - 1:05）同時放送11局・時差放送11局
- 第2弾、沖縄（2014年4月19日 0:20 - 1:20）同時放送11局・時差放送13局
- 第3弾、北海道（2014年7月12日 0:30 - 1:30）同時放送11局・時差放送11局
- 第4弾、熊本（2014年10月4日 0:20 - 1:20）同時放送12局・時差放送11局
- 第5弾、沖縄（2015年1月3日 23:30 - 翌1:00）TBS系列28局全国ネット

## 主なスタッフ
- 構成：小川浩之、佐藤俊明
- 編集：武藤洋徳、田中沙映
- MA：大脇唯矢
- 音効：石見知哉
- 美術：伊藤隆
- 美術制作：勝藤俊則
- 機材協力：東京オフラインセンター
- 協力：ジャニーズ事務所
- メイク：豊福浩一
- スタイリスト：野友健二
- 編成：松本友香
- リサーチ：林裕一
- 宣伝：安倍由美
- AP：古舘由美子
- デスク：堀江知里
- AD：宮川貴匡、満井麻里愛、家次史昭
- ディレクター：石岡孝利、ピン岡本、大村岳大
- CP：江藤俊久
- プロデューサー：田村恵里、阿部さちよ（SHO-GUN）
- 総合演出：マッコイ斎藤
- 旅の友：天の声
- 制作協力：SHO-GUN
- 制作：TBSテレビコンテンツ制作局バラエティ制作二部
- 製作著作：TBS

### 過去のスタッフ
- プロデューサー：坂田栄治、片山勝三